# Lambada Lhok
Lambada Lhok is een bestuurslaag in het regentschap Aceh Besar van de provincie Atjeh, Indonesië. Lambada Lhok telt 892 inwoners (volkstelling 2010).